# Muzeul Național de Artă al Moldovei
Muzeul Național de Artă al Moldovei (MNAM) este un muzeu din centrul Chișinăului, singura instituție de acest profil din Republica Moldova. Acesta a fost fondat de către Alexandru Plămădeală și Auguste Baillayre în anul 1939.
Actualmente, patrimoniul MNAM numără peste 39.000 de opere, care reflectă dezvoltarea artelor plastice din sec. XV-XXI. În muzeu permanent funcționează expoziții de artă europeană, rusă și orientală.  

## Istoria Muzeului

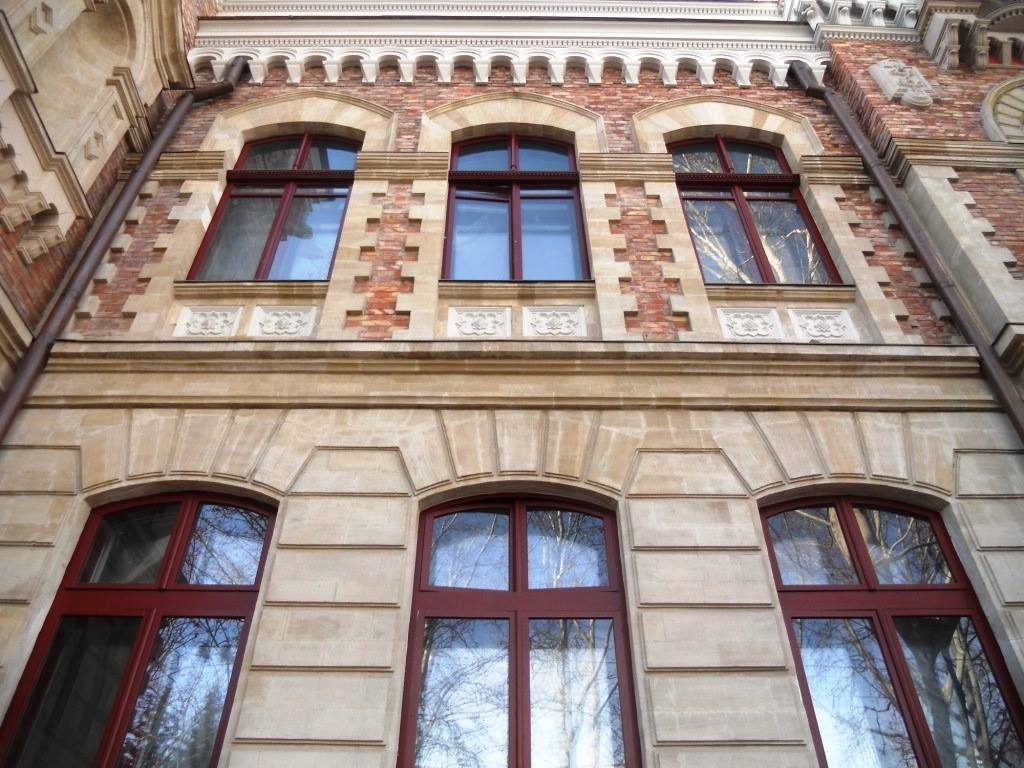
Clădirea fostului gimnaziu pentru fete fondat de principesa N. G. Dadiani

În 1939, sculptorul Alexandru Plămădeală selectează în jur de 160 de lucrări ale artiștilor plastici basarabeni și români, pentru constituirea primei pinacoteci a Chișinăului, custode-șef fiind numit Auguste Baillayre. Inaugurarea Pinacotecii, are loc la 26 noiembrie 1939, acest lucru, de fapt, însemnând deschiderea primului muzeu de artă, al cărui succesor a devenit astăzi MNAM. În primele zile ale celui-al doilea război mondial lucrările Pinacotecii, au fost încărcate în două vagoane și expediate spre Harkov; soarta acestora rămânând necunoscută până astăzi. Spre finele lui 1944, în baza unor transferuri de fonduri de la Galeria Tretiakov și de la Ermitaj, muzeul își reia activitatea cu inaugurarea expozițiilor permanente.
Muzeul se află în Clădirea fostului gimnaziu pentru fete fondat de principesa N. Dadiani.

## Colecția muzeului

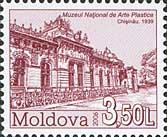
Clădirea muzeului pe un timbru moldovenesc

Colecția muzeului s-a completat de-a lungul timpului, cu icoane vechi, lucrări ale pictorilor basarabeni și a celor din Rusia, Europa Occidentală, Japonia, India, China. 
În 1947, prin testamentul profesorului Academiei de Arte Plastice din Sankt-Petersburg, Pavel Șillingovski, MNAM i-a fost donată o colecție impunătoare de lucrări de grafică ale maeștrilor europeni și ruși din sec. XVII–XIX.
În 1962, muzeul a primit în dar colecția fostului profesor de la „Școala de Belle Arte” din Chișinău, pictorul (și custodele-șef la deschiderea din 1939) Auguste Baillayre. Pe lângă calitatea de fondator, Baillayre a oferit o donație substanțială constituită din 342 de lucrări ale unor artiști, atât naționali, cât și universali. 
În 1975 au fost achiziționate opere ale pictorilor Orest Kiprenski („Fata cu fructe”), Vladimir Makovski („La cârciumă”), stampe de grafică de Albrecht Dürer, William Hogarth, Katty Kolvitz, Piotr Utkin, Vasili Perov, Filipp Maliavin, ș.a.

### Galerie

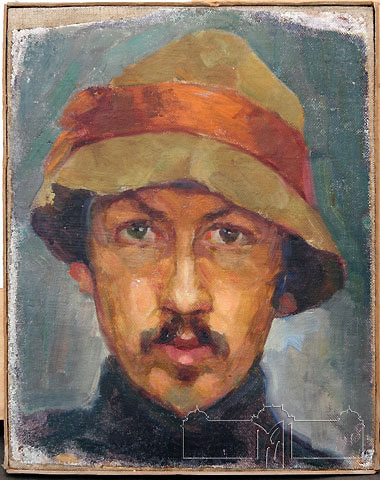
Plămădeală Alexandru, 1888-1940, Autoportret, 1918, ulei, pânză, 34,5 x 27,3
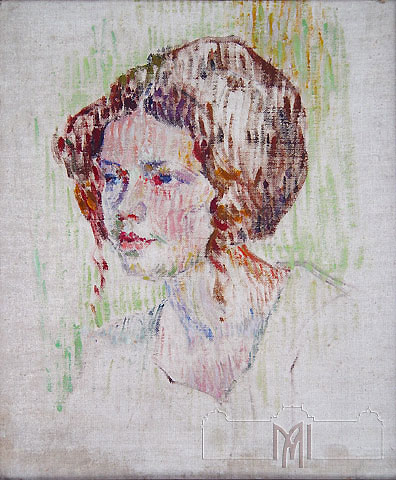
Arionescu – Baillayre Lidia, 1880-1923 Portret de femeie, 1904, ulei, pânză, 48 x 40
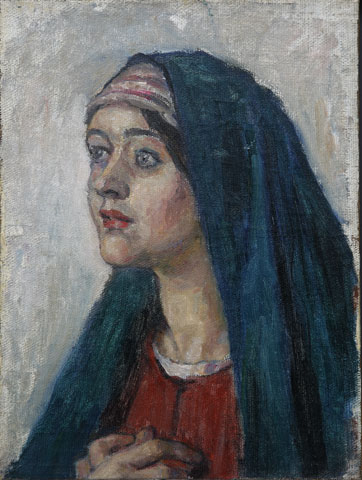
Vasili Surikov (1848-1916). Studiu pentru tabloul „Bunavestire”. Ulei, pânză, 42,7 x 31,1 cm
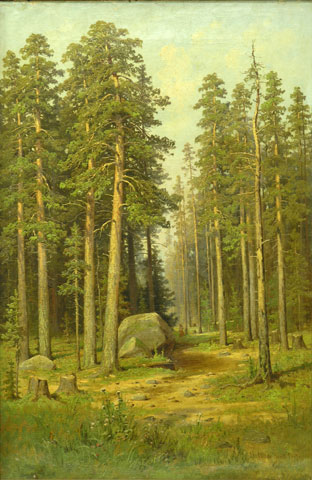
I. I. Șișkin (1832-1898). Pini. Ulei, pânză, 66,5 x 44,6 cm
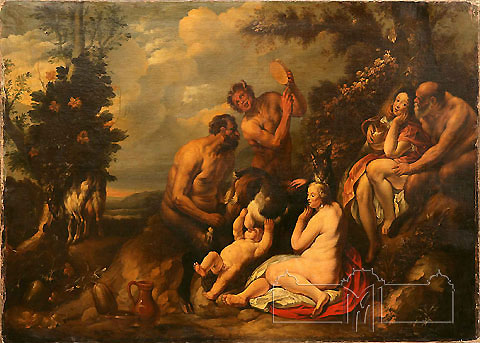
J. Jordaens (1563 – 1678), Flandra. Educarea lui Jupiter. Ulei, pânză, 86,9 x 120,9 cm
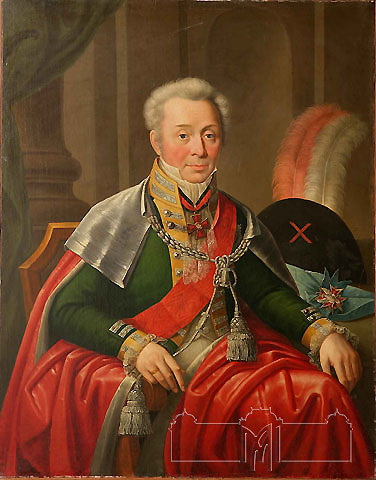
I. I. Oleșkevici (1777-1830), Polonia. Portretul lui P. V. Meatlev, 1825. Ulei, pânză, 114,3 x 90 cm
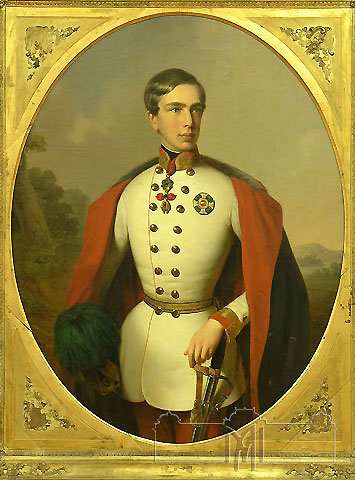
F. Ruiz (1837-1868), Spania. Împăratul Franz Joseph I., 1859. Ulei, pânză, 121,1 x 95 cm

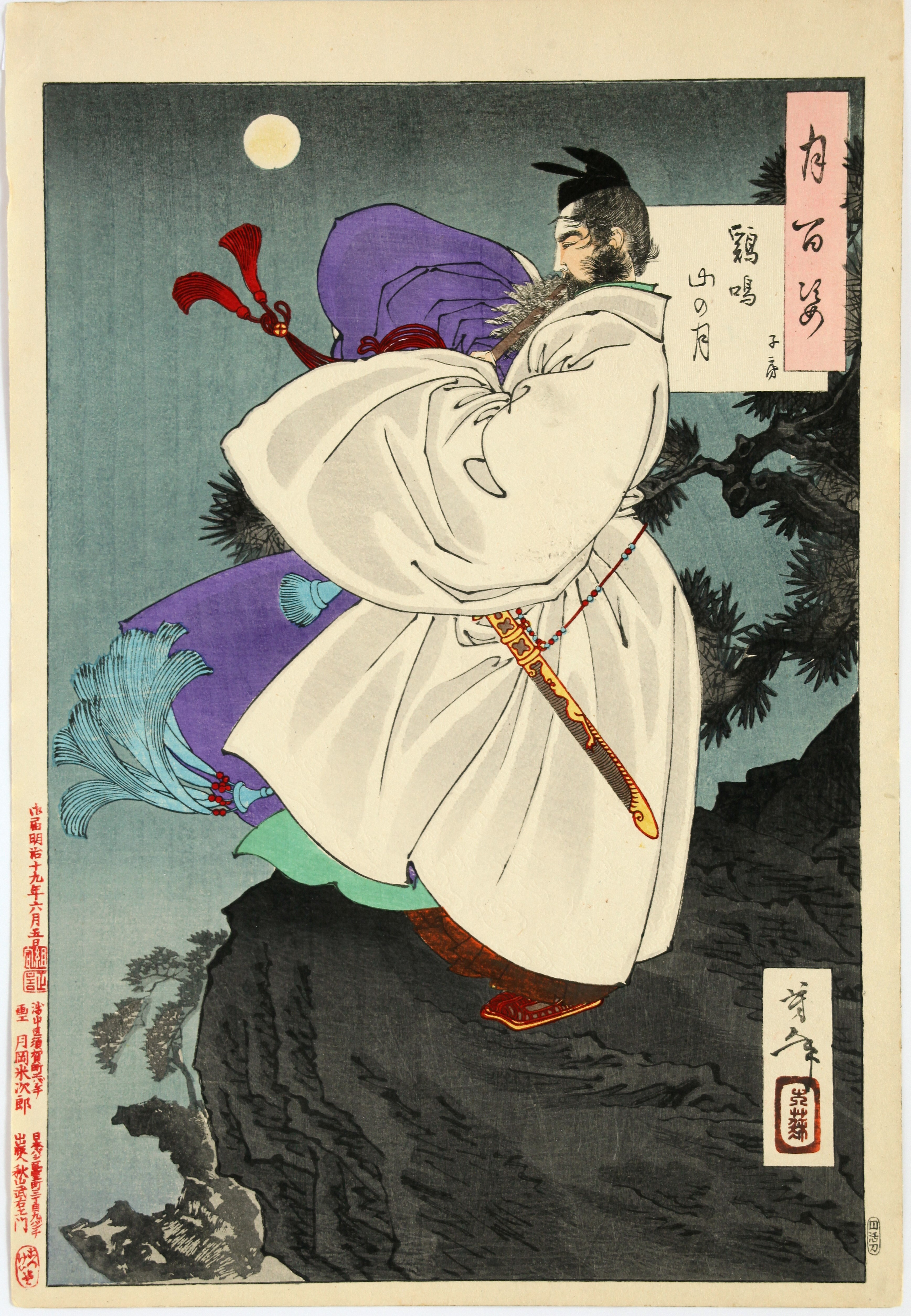
Tsukioka (Taiso) Yoshitoshi (1839-1892), Japonia. Luna pe Muntele Jiming. Shimensoka (Keimeizan no tsuki. Shimensoka) Seria: O sută de aspecte ale lunii (Tsuki hyaku sh,.), 1886. Xilogravură color, hârtie
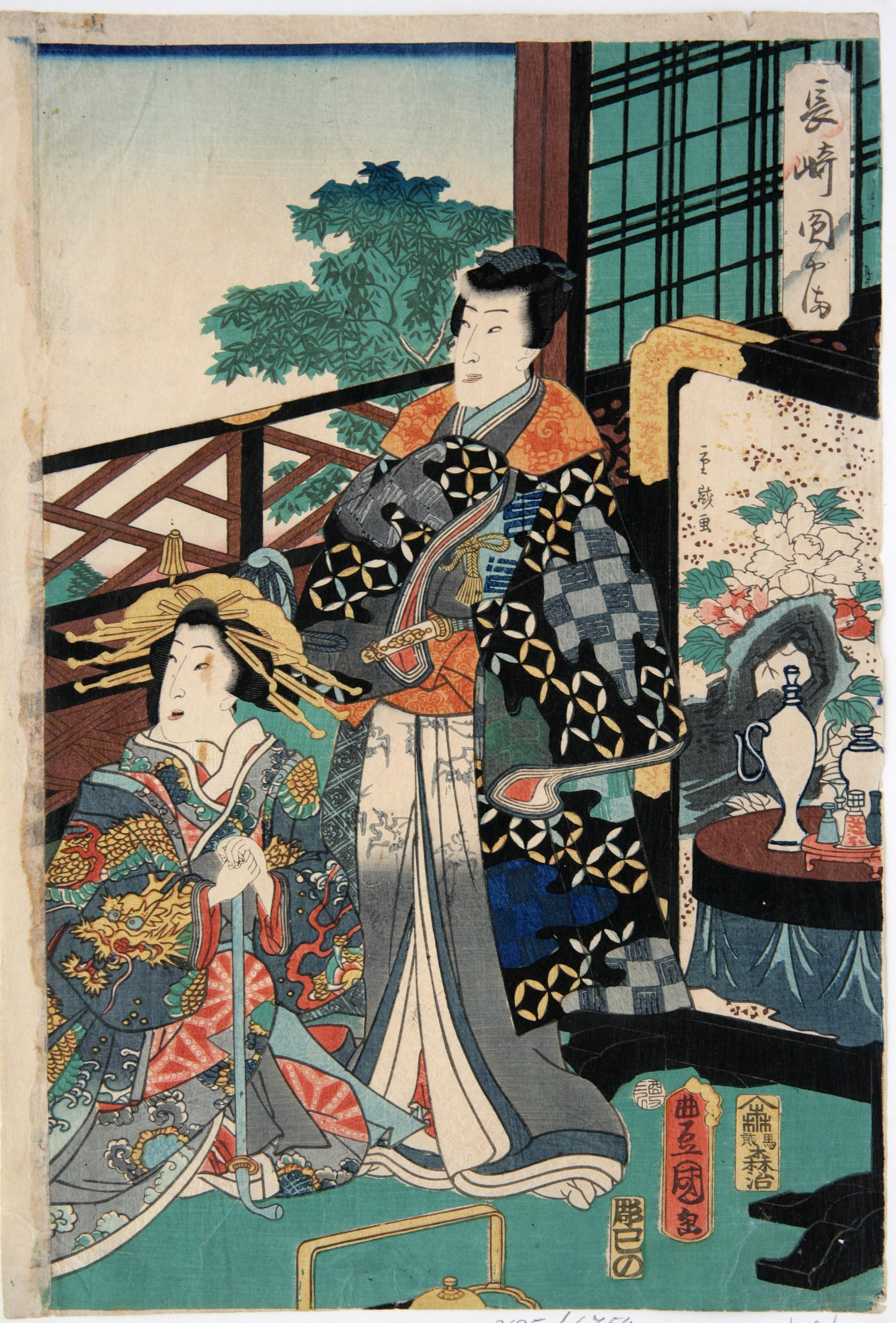
Utagawa Kunisada (1786-1864), Hiroshige II (Shigenobu) (1826-1869), Japonia. Districtul Plăcerilor Maruyama din Nagasaki,1861 Xilogravură color, hârtie
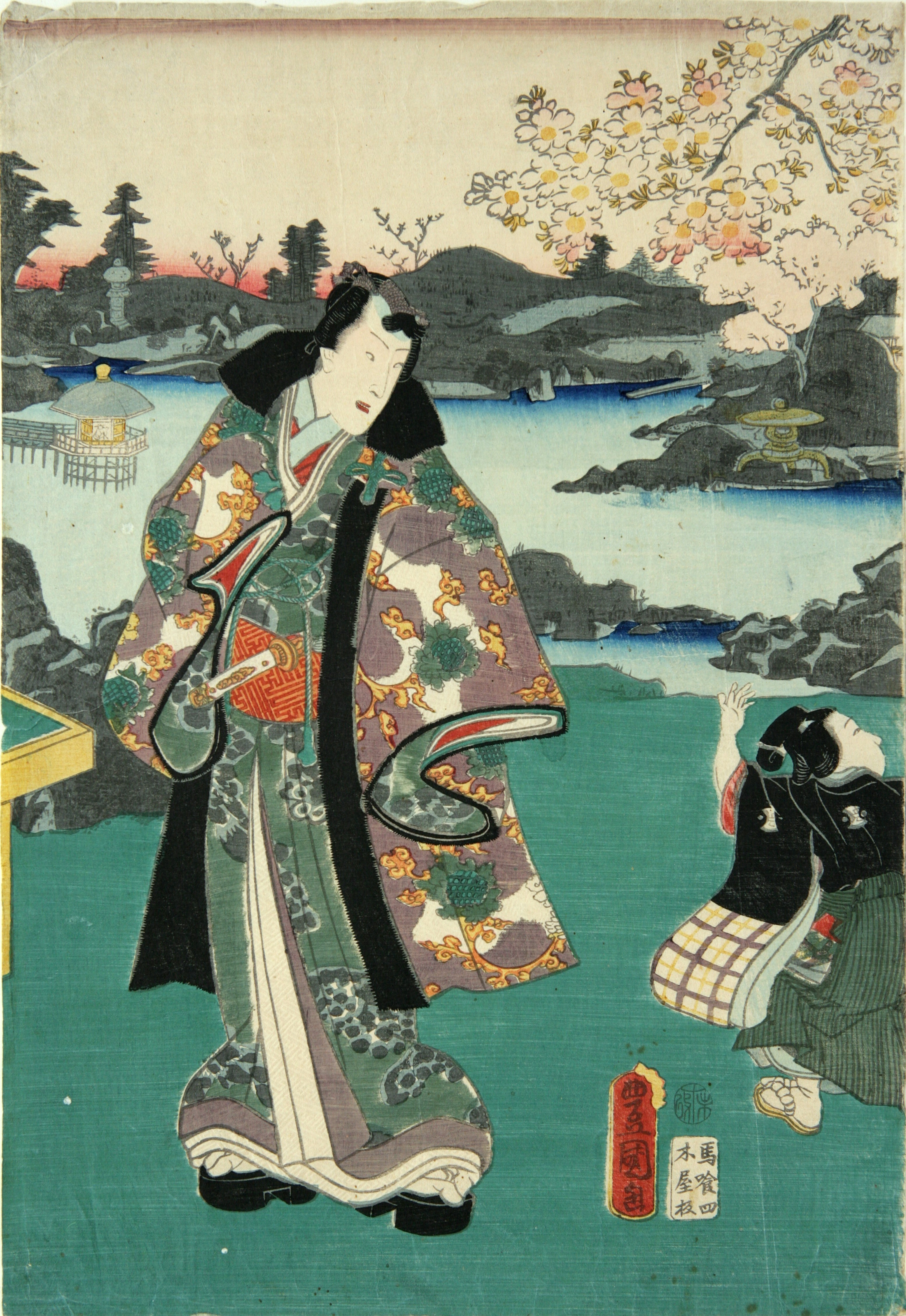
Utagawa Kunisada (1786 - 1864), Japonia. Genji, modern, admirând florile de cireș, 1859, Xilogravură color. hârtie
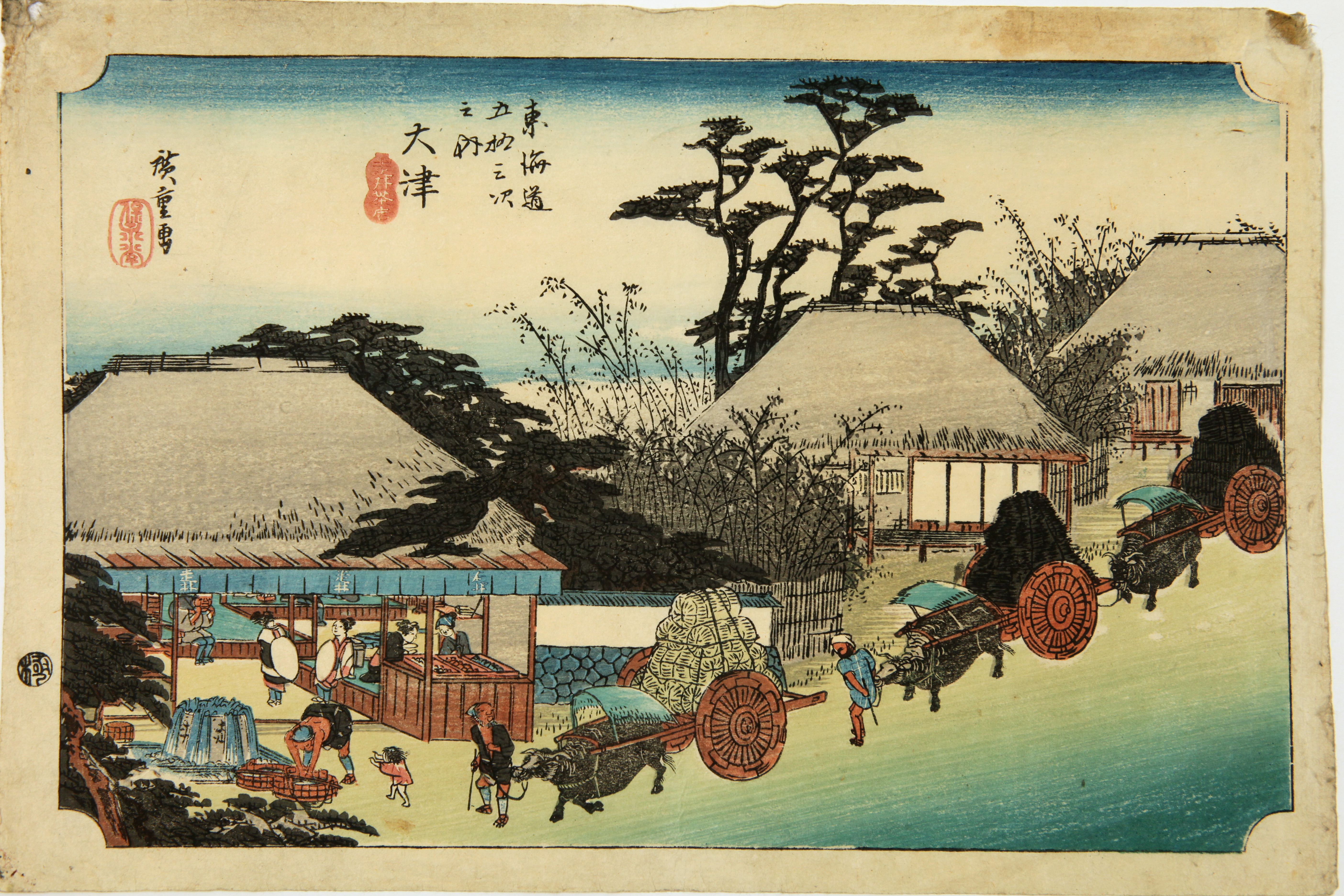
Utagawa Hiroshige (1797-1885), Japonia, Ōtsu. Ceainăria Hashirii Seria: 53 de stații de pe ruta. Tōkaidō. Xilogravură color, hârtie
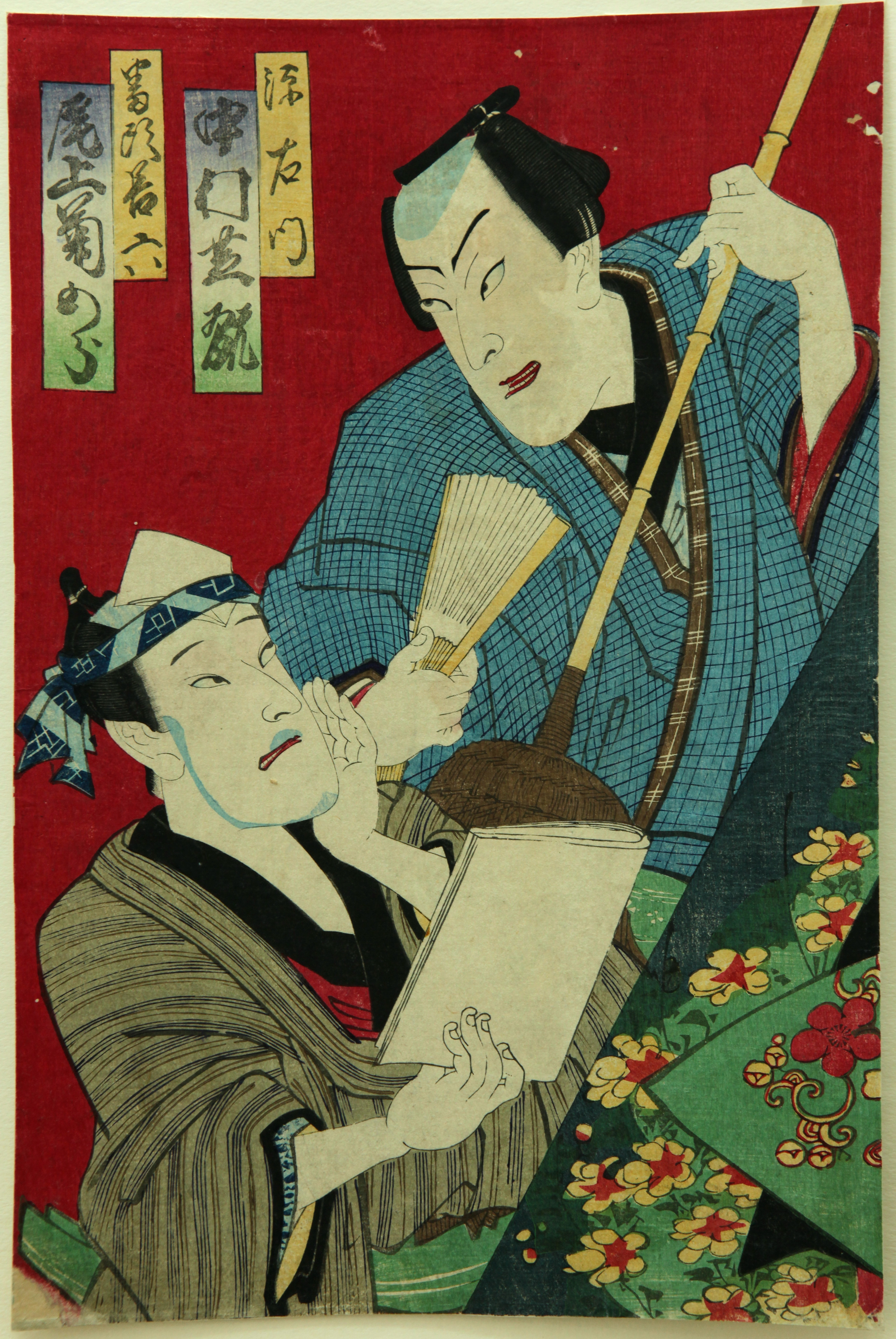
Toyohara Kunichika (1835-1900), Japonia. Nakamura Shikan în rolul lui Gen’emon, Onoe Kikugorō în rolul lui Bantō Zenroku, 1870 Xilogravură color, hârtie
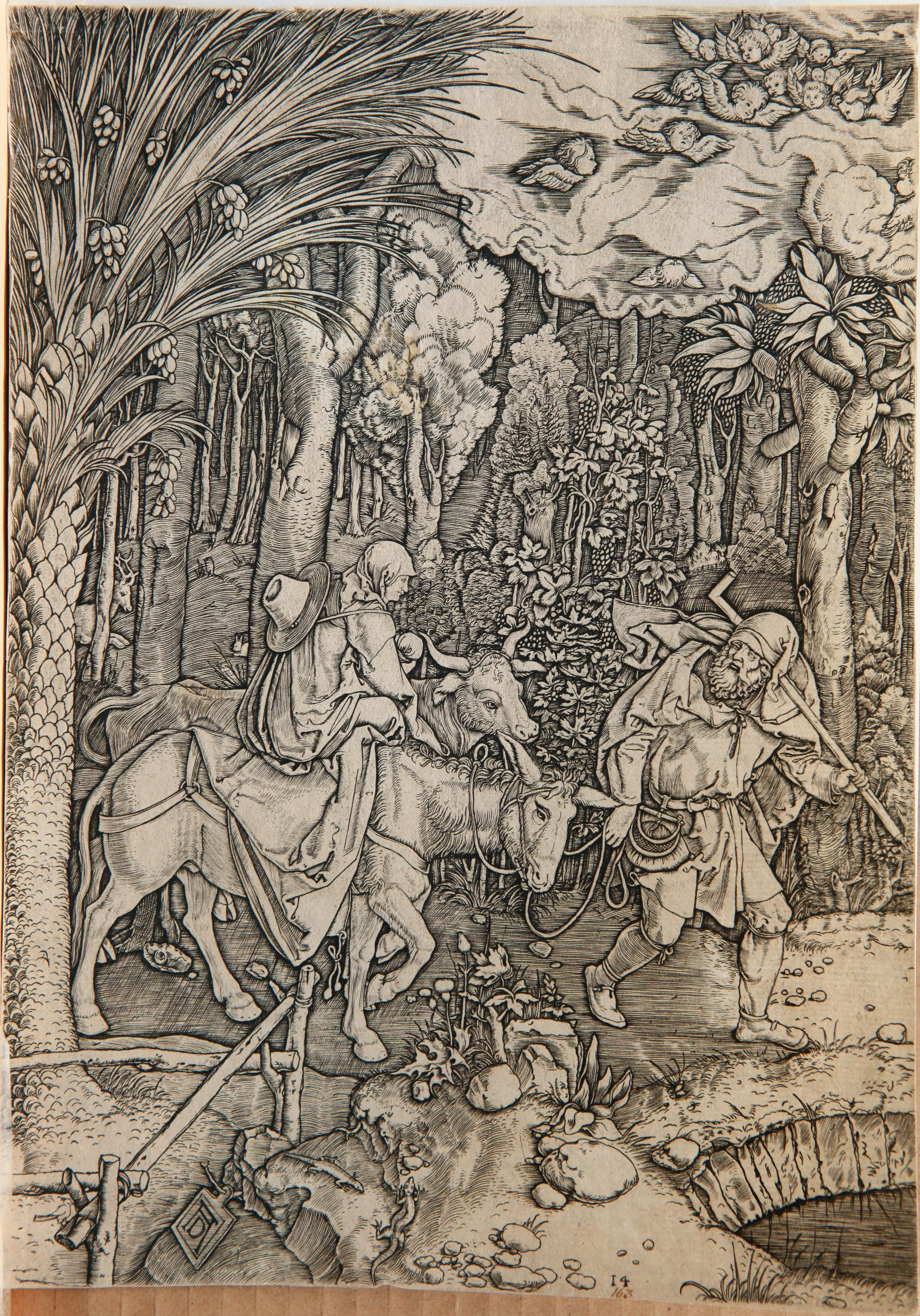
Albrecht Dürer (1471-1528), Germania. Fuga în Egipt. Xilogravură, hârtie
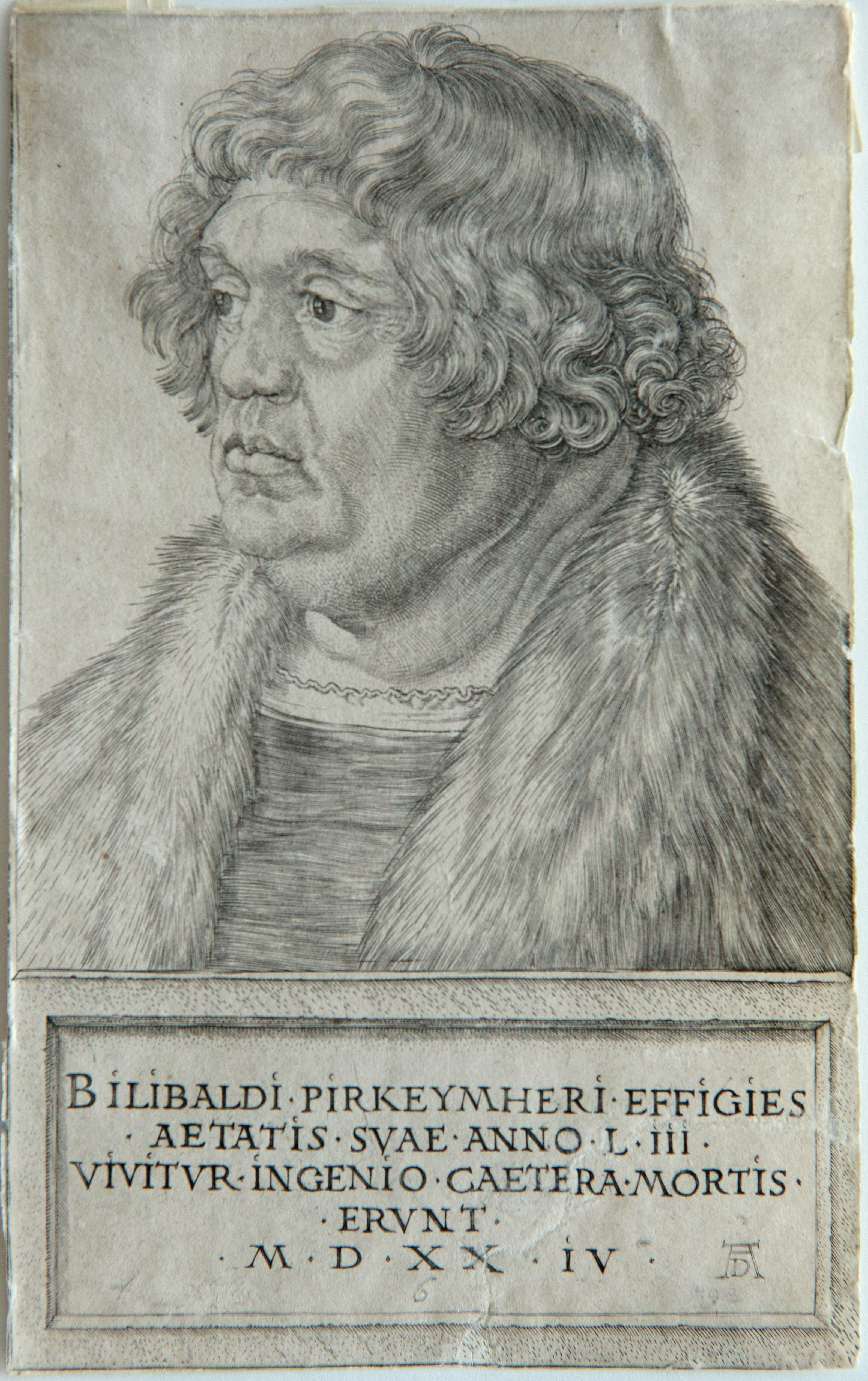
Albrecht Dürer (1471-1528), Germania. Portretul lui Bilibaldi Pirkeymheri. Gravură cu dăltița, hârtie

## Legăturiexterne
- Muzeul Național de Artă din Republica Moldova la prospect.md
- Muzeul National de Arta pe fest.md
- Cont de facebook